# 28 bolscevichi
I 28 bolscevichi (二十八個半布爾什維克T, 二十八个半布尔什维克S; in russo Группа 28 большевиков?) erano una fazione esistente nella fase iniziale del Partito Comunista Cinese (PCC) che si formò attorno ai comunisti cinesi che studiavano all'Università Sun Yat-sen di Mosca tra la fine degli anni '20 e l'inizio degli anni '30. Ricevettero il loro soprannome a causa del loro forte sostegno alle posizioni politiche ortodosse sostenute da Iosif Stalin e Pavel Mif. I capi della fazione includevano Wang Ming, Bo Gu, Zhang Wentian, He Zishu, Wang Jiaxiang e Shen Zemin. L'Università Sun Yat-sen chiuse nel 1930 e gli studenti tornarono in Cina.
Nel gennaio 1931 diversi membri dei 28 bolscevichi furono nominati membri del Comitato centrale del Partito Comunista Cinese durante la sua 4ª sessione plenaria. Più tardi, nello stesso anno, Wang Ming e poi Bo Gu divennero segretario generale del Partito Comunista Cinese. Bo avrebbe continuato a ricoprire questa posizione per i successivi quattro anni. Posero fine alla politica aggressiva di Li Lisan di assalto alle città e tentarono di portare i remoti soviet cinesi sotto un controllo centrale più rigido. Quest'ultima politica li portò in conflitto con Mao Zedong, soprattutto quando la dirigenza centrale del PCC fu costretta a fuggire nel Soviet del Jiangxi di Mao alla fine del 1931. Mao alla fine conquistò la maggioranza del partito e allontanò i 28 bolscevichi dal potere politico alla Conferenza di Zunyi nel gennaio 1935.

## Contesto storico
L'Università Sun Yat-sen di Mosca fu fondata nel 1925 come parte dell'accordo del Primo Fronte Unito. L'università ebbe un'influenza importante sulla storia cinese moderna, istruendo molte importanti figure politiche. Fin dall'inizio l'università fu divisa da lotte di fazione tra i sostenitori di Lev Trockij e Iosif Stalin, che alla fine portarono alla chiusura dell'università nel 1930.

## Membri
Sebbene si possano trovare diverse allusioni ai "28 bolscevichi" nei discorsi di Mao e in alcune delle prime pubblicazioni sul PCC, un elenco completo dei 28 apparve solo decenni dopo. Esistono diverse liste rivali dei 28. Una elenca 29 membri attivi, tra cui: Wang Ming e sua moglie Meng Qingshu (孟庆树), Bo Gu, Zhang Wentian, Wang Jiaxiang, Yang Shangkun, Chen Changhao con sua moglie Du Zuoxiang (杜作祥), Shen Zemin e sua moglie Zhang Qinqiu, Kai Feng, Xia Xi, He Zishu, Sheng Zhongliang, Wang Baoli (王宝礼), Wang Shengrong (王盛荣), Wang Yuncheng, Zhu Agen, Zhu Zishun (朱自舜, femmina), Sun Jimin (孙济民), Song Panmin, Chen Yuandao, Li Zhusheng, Li Yuanjie (李元杰), Wang Shengdi (汪盛荻), Xiao Tefu (肖特甫), Yin Jian, Yuan Jiayong, Xu Yixin. La persona in più può essere attribuita a Xu Yixin a causa delle sue posizioni pendenti a sinistra e a destra, e quindi questo gruppo è anche conosciuto come "28 bolscevichi e mezzo".

## Ascesa e caduta
L'Università Sun Yat-sen chiuse nel 1930. Sebbene i membri della fazione furono successivamente dispersi e mai riuniti come un gruppo di ventotto, al loro ritorno in Cina una minoranza significativa giocò un ruolo importante nella politica del Partito Comunista. Coloro che raggiunsero Shanghai nel 1930 si unirono alla crescente ondata di critiche contro Li Lisan, che a quel tempo dominava la dirigenza del partito. Li aveva sostenuto attacchi immediati alle principali città, una politica fallita con conseguenze disastrose per le basi sovietiche. Tuttavia contrariamente a quanto presumevano molte delle prime fonti occidentali, i 28 bolscevichi non giocarono un ruolo significativo nella cacciata di Li Lisan. Li fu rimosso in gran parte grazie all'intervento dell'Internazionale Comunista (Comintern), che rimandò da Mosca i membri del Comitato centrale Zhou Enlai e Qu Qiubai per moderare le posizioni di Li. Quando questo piano fallì il Comintern convocò Li a Mosca nell'ottobre 1930.
Nel gennaio 1931 il Comitato centrale del PCC tenne la sua 4ª sessione plenaria e, con la presenza e il sostegno diretto di Pavel Mif, Wang Ming e il suo gruppo ottennero una vittoria schiacciante. Wang fu eletto nell'Ufficio politico del Partito Comunista, mentre Bo Gu e Zhang Wentian occuparono altre posizioni altrettanto importanti.
Di conseguenza scoppiò ancora una volta il conflitto tra il Comitato centrale e la neonata Repubblica Sovietica Cinese di Mao Zedong. Sebbene Wang Ming sia tornato a Mosca dopo un breve soggiorno a Shanghai, Bo Gu e Zhang Wentian assunsero entrambi a turno la carica di Segretario generale del Comitato Centrale del Partito, guidando la rivoluzione cinese in maniera radicale.
In seguito al massacro di Shanghai di Chiang Kai-shek del 1927, il PCC di fatto scomparve a Shanghai e in altre città. All'inizio degli anni '30, le aree urbane non erano sicure e i capi iniziarono a convergere al Soviet del Jiangxi di Mao Zedong. Tra i primi ad arrivare, e ad iniziare a smantellare il potere di Mao, fu Zhou Enlai. Nel 1933, quando arrivò Bo Gu, il lavoro era quasi finito.
Dopo una serie di difese riuscite contro gli attacchi dell'esercito nazionalista, i consiglieri tedeschi di Chiang cambiarono tattica e iniziarono a costruire cerchi concentrici di posizioni fortificate sempre più vicine alla base comunista. Ciò costrinse il gruppo a imbarcarsi nella famosa Lunga marcia dall'ottobre 1934 all'ottobre 1935. Poco dopo l'inizio della marcia, i capi del partito tennero un congresso allargato per determinare la direzione e la direzione della rivoluzione. Alla Conferenza di Zunyi nel 1935, i 28 bolscevichi furono sconfitti da Mao e dai suoi alleati, principalmente grazie al sostegno di Zhou Enlai e Zhu De.
Bo Gu appoggiò il consigliere militare del Comintern Otto Braun, mentre Zhang e Wang Jiaxiang, commissario generale dell'Armata Rossa, e Yang Shangkun, commissario della 3ª Armata di campo dell'Armata Rossa a quel tempo, disertarono a favore di Mao. Ciò portò alla disintegrazione dei 28 bolscevichi. Wang Ming fu esiliato a Mosca, dove in seguito morì. Zhang fu retrocesso al campo della ricerca ideologica a Yan'an, e successivamente nominato vice ministro degli esteri dopo il 1949. Morì durante la rivoluzione culturale dopo aver formato un "gruppo controrivoluzionario" con Peng Dehuai. Bo Gu morì in un incidente aereo negli anni '40 quando tornò a Yan'an.

## Interpretazioni storiografiche
L'interpretazione occidentale standard è che il gruppo abbia trascurato il contributo dei contadini al successo della "guerra mobile" di Mao.  Inoltre, come protetti di Pavel Mif, pensavano di essere destinati a farsi carico della rivoluzione cinese.
L'opera Mao Zedong, Zhou Enlai and the Evolution of the Chinese Communist Leadership di Thomas Kampen sostiene che erano solo un gruppo coerente a Mosca, contrario sia alle influenze del Kuomintang che a quelle trotskiste tra gli studenti cinesi. Si dice anche che siano tornati in Cina diverse volte, ma non riuscirono a formare una fazione efficace. Inoltre ci sono dubbi sul fatto che l'intero gruppo abbia acquisito notorietà solo in associazione con le teorie del membro più importante, Wang Ming. Frederick Litten scrive concordando con Kampen che non c'era una tale fazione nel Soviet del Jiangxi e va oltre chiedendosi se il gruppo abbia agito in qualche modo in modo coordinato. L'opinione di Litten è che l'idea di una dicotomia "di sinistra" contro quella "maoista" in questo momento sia un'invenzione successiva applicata retrospettivamente.
I 28 bolscevichi divennero pedine nella lotta di potere tra il loro mentore, Pavel Mif, e il Partito Comunista Cinese. I membri del gruppo erano relativamente innocenti nei confronti della rivoluzione, nonostante il loro potere collettivo. Sebbene i suoi membri abbiano avuto destini diversi, come gruppo i 28 bolscevichi erano destinati a fallire. Oggi in Cina "i 28 bolscevichi" è sinonimo di dogmatismo.

## Storia successiva
- Wang Jiaxiang fu infine nominato Direttore del Dipartimento Centrale di Collegamento Internazionale del PCC dopo aver servito per qualche tempo anche come Ambasciatore della Repubblica Popolare Cinese in Unione Sovietica. Morì durante la rivoluzione culturale.
- Chen Changhao lavorò con Zhang Guotao quando tornò da Mosca e divenne commissario di Zhang, ma perse potere e influenza nella lotta tra Zhang e Mao. Chen Changhao divenne uno storico del Partito Comunista e si suicidò durante la rivoluzione culturale.
- He Kequan fu Segretario generale della Lega della Gioventù Comunista Cinese, e in seguito vicedirettore del Dipartimento Centrale di Propaganda del PCC, e morì nel 1954.
- Xia Xi fu inviato nello Hunan e compì le purghe che costarono la vita a più di quarantamila soldati dell'Armata Rossa. In seguito fu considerato un nemico pubblico. Forse per questo nessuno venne in suo aiuto quando cadde in un fiume ed annegò durante la Lunga marcia.
- Yang Shangkun sopravvisse alle purghe, inclusa la rivoluzione culturale. In seguito divenne presidente della Repubblica Popolare Cinese negli anni '80.
- Shen Zemin, il fratello minore dello scrittore Mao Dun, lavorò per Zhang Guotao e per la 4ª Armata Rossa. Dopo che l'esercito di Zhang fu sconfitto, Shen rimase nella base comunista nell'Anhui e morì di tubercolosi nel 1933.
- Zhang Qinqiu, la moglie di Shen Zemin, sposò Chen Changhao dopo la morte di Shen. È spesso considerata l'unica "donna generale" dell'Armata Rossa (che non assegnò mai formalmente gradi militari). Dopo il 1949 fu nominata viceministro dell'industria tessile, ma si suicidò durante la rivoluzione culturale.
- Yin Jian fu arrestato dal Kuomintang quando mobilitò i lavoratori nel nord della Cina, e fu successivamente giustiziato.
- Li Zhusheng fu promosso all'Ufficio politico dopo il ritorno di Wang Ming a Mosca nel 1931 e incaricato degli affari quotidiani del Partito Comunista di Shanghai. In seguito fu arrestato, ma disertò nel Kuomintang e informò molti dei suoi ex compagni. Dopo la sconfitta del Kuomintang, Li fu arrestato dai comunisti a Shanghai nel 1951 e successivamente morì in prigione nel 1973.
- Chen Yuandao fu nominato capo anziano della Divisione del Jiangsu e dello Henan del Partito Comunista, ma in seguito fu arrestato e giustiziato dal Kuomintang a Nanchino.
- Xu Yixin lavorò per la 4ª Armata Rossa di Zhang Guotao e divenne il suo vice commissario generale, sopravvivendo alla guerra e alle purghe del partito. Dopo la costituzione della Repubblica Popolare Cinese, Xu ricoprì la carica di ambasciatore presso il Ministero degli esteri. Morì negli anni '90.
- Yuan Jiayong fu nominato Segretario generale della Divisione del Jiangsu nel Partito Comunista. Dopo il suo arresto nel 1934, disertò nel Kuomintang e lavorò per la polizia segreta.
- He Zishu lavorò per l'Ufficio del Partito Comunista della Cina settentrionale e fu giustiziato dal Kuomintang nel 1929.
- Wang Shengrong, un membro della prima Commissione militare centrale della Repubblica Sovietica Cinese, sopravvisse sia alla guerra che alle purghe. Morì il 1º settembre 2006 all'età di 99 anni.
- Wang Yuncheng succedette a Wang Ming come Segretario generale della Divisione del Jiangsu nel Partito Comunista. Fu rapito dal Kuomintang e costretto a lavorare con Li Zhusheng nella polizia segreta.
- Sheng Zhongliang fu il capo anziano della Divisione di Shanghai nel Partito Comunista, e fu venduto da Li Zhusheng. Fu costretto a informare per conto della polizia segreta del Kuomintang. Sheng, dopo essersi trasferito negli Stati Uniti, scrisse in seguito memorie del suo tempo all'Università Sun Yat-sen e con i 28 bolscevichi.
- Song Panmin lavorò anche per Zhang Guotao, ma fu giustiziato quando si oppose alle epurazioni eseguite da Xia Xi.
- Sun Jiming, un capo anziano del Partito Comunista, fu arrestato e disertò nel Kuomintang insieme a Wang Yuncheng.
- Wang Shengdi e Zhu Agen lasciarono il Partito Comunista, sebbene entrambi avessero ricoperto posizioni di rilievo.
- Wang Baoli, Zhu Zisun, Li Yuanjue e Du Zuoxian lasciarono la vita pubblica e il loro destino non è noto.